# Henry y Cato
Henry y Cato es una novela de Iris Murdoch publicada en 1976, fue su decimoctava novela.
Ambientada en Londres y la campiña inglesa, la trama se centra en dos amigos de la infancia que no se han visto en varios años. Henry es un historiador del arte que regresa a Inglaterra desde los Estados Unidos tras heredar el patrimonio de su familia, y Cato es un sacerdote católico que está perdiendo la fe y se ha enamorado en secreto de un chico de diecisiete años. Sus historias, separadas al comienzo de la novela, convergen a medida que esta avanza.
La historia es compleja y está respaldada por simetrías formales de la trama. La duplicidad es un tema importante en todo momento. La trama, que involucra un secuestro violento, tiene elementos de suspense. El libro fue recibido positivamente por los críticos contemporáneos.

## Argumento
Los dos personajes principales, Henry Marshalson y Cato Forbes, eran amigos de la infancia que crecieron como vecinos en la campiña inglesa. Cuando comienza la novela, tienen poco más de treinta años y no se han visto en varios años. Sus historias se presentan por separado al principio, pero convergen a medida que avanza la novela.
Henry es el hijo menor de un rico terrateniente. A la temprana muerte de su padre, el hermano mayor de Henry, Sandy, heredó todas las propiedades, incluida la casa familiar, Laxlinden Hall. Henry fue a los Estados Unidos como estudiante de posgrado y luego enseñó historia del arte en una pequeña universidad del medio oeste. Cuando Sandy muere en un accidente automovilístico, Henry es su único heredero. Henry regresa a Laxlinden, donde vive su madre Gerda, para reclamar su herencia.
Cato Forbes es un sacerdote católico que vive en una casa de misión en una zona pobre de Londres. Cato es hijo de un profesor universitario ateo y hermano mayor de Colette, quien dejó la universidad y regresó a la casa de su padre. Al comienzo de la novela, la misión se ha cerrado oficialmente y la casa abandonada desde la que operaba ha sido condenada. Cato está en proceso de perder la fe y se ha enamorado en secreto de un chico de diecisiete años llamado Beautiful Joe, que dice ser un delincuente de poca monta y un aspirante a gángster.
Henry decide vender todas sus propiedades heredadas y regalar las ganancias. Henry tiene la intención de que su madre viva en una cabaña en un pueblo cercano, que también forma parte de la finca Marshalson. Su amigo Lucius Lamb, un poeta que vive en Laxlinden Hall desde hace varios años y que a Henry le disgusta, tendrá que encontrar un nuevo hogar por su cuenta. Henry primero le confía sus planes a Cato, a quien visita en la misión, y Cato intenta disuadirlo sin éxito. Joe escucha su conversación y le pregunta a Cato sobre la riqueza de Henry.
Al revisar las posesiones de su difunto hermano, Henry descubre que Sandy tenía un piso en Londres. Visita el piso y encuentra a una mujer llamada Stephanie Whitehouse viviendo allí. Stephanie le dice a Henry que ella era la amante de Sandy y que ella es una extrabajadora sexual, tanto desnudándose como de servicio completo. Henry comienza una aventura con ella y decide casarse con ella y llevarla de regreso a los Estados Unidos con él. Cuando le dice a su madre que planea vender la propiedad y casarse con Stephanie, ella al principio protesta, pero luego parece aceptar la situación. Henry lleva a Stephanie a Laxlinden Hall, donde se hace amiga de Lucius y Gerda. Stephanie no está de acuerdo con el plan de Henry de vender todo y dejar el país y le dice que le gustaría vivir en Laxlinden. Gerda intenta promover el matrimonio entre Henry y la hermana menor de Cato, Colette, quien ha estado enamorada de Henry desde que era una niña. Colette le escribe, declarándole su amor y proponiéndole matrimonio, pero él profesa no tomarla en serio.
En contra del consejo de su amigo y compañero sacerdote, Brendan Craddock, Cato decide dejar el sacerdocio y marcharse con Joe. Obtiene un trabajo como maestro en una escuela en Leeds y planea apoyar a Joe mientras obtiene una educación. Cato le pide a Henry que le preste 500 libras esterlinas para ayudarlo a comenzar su nueva vida, y Henry le envía el dinero. Sin embargo, Joe se vuelve contra Cato, se niega a ir con él y le dice a Cato que no quiere tener nada que ver con él ahora que ha dejado el sacerdocio. "Te cuidé una vez, padre, pero cuidé del otro tú, el que vestía una bata y no tenía nada, ni siquiera una tetera eléctrica". : 211 Desesperado, Cato regresa a Pennwood, la casa de su padre. Su padre está encantado de que haya perdido la fe y tiene la intención de convertirse en maestro de escuela.
Después de unos días, Cato regresa a la casa de la misión en Londres, con la esperanza de que Joe regrese. Joe regresa, pero secuestra a Cato y lo retiene para pedir rescate en un refugio antiaéreo abandonado, y le dice a Cato que está trabajando para una peligrosa banda de delincuentes. Obliga a Cato a escribir una carta pidiéndole a Henry 100.000 libras esterlinas. Henry entrega parte de la cantidad, y Joe le exige que traiga el resto, después de herirlo en la mano con un cuchillo. Más tarde, Joe consigue que Cato llame a su hermana Colette, y cuando ella llega, intenta violarla, cortándole la cara con su cuchillo cuando ella se resiste. Al escuchar sus gritos, Cato logra escapar de una habitación contigua donde ha sido encerrado y golpea a Joe en la cabeza, matándolo. Colette sobrevive al ataque y ella y Cato son rescatados.
De vuelta en Laxlinden Hall, Stephanie decide regresar a Londres en lugar de casarse con Henry e irse a los Estados Unidos. Después de todo, Henry decide no vender Laxlinden, sino vivir allí y desarrollar una aldea modelo en su propiedad. Al final de la novela, Henry se ha casado con Colette y Cato se dirige a Leeds para asumir su trabajo como profesor.

## Temas principales
Al comienzo de la novela, cada uno de los dos personajes principales se encuentra en un punto de inflexión en su vida. Sus historias se superponen y entrelazan en todo momento, ya que la narración en tercera persona se centra alternativamente en Henry y Cato. La estructura compleja se sustenta en simetrías formales en las situaciones de los personajes. Por ejemplo, los padres de Henry y Cato son viudo y viudo respectivamente, Henry tenía un hermano mayor y Cato tiene una hermana menor, y Henry se siente atraído sexualmente por una mujer mayor con la que planea compartir su vida, mientras que Cato se siente atraído de manera similar. a un chico joven. Lorna Sage comenta en su reseña de la novela que este despliegue de "múltiples contrastes y superposiciones de las carreras de sus dos héroes" es "una técnica en la que la señorita Murdoch se ha vuelto tan descuidadamente experta que uno pronto pierde de vista sus crudos orígenes binarios".
Henry and Cato es una de varias novelas de Murdoch que toma prestados elementos del género de suspenso. La escena de apertura describe a Cato deshaciéndose de un revólver, que luego descubrimos que pertenecía a Joe, arrojándolo desde un puente al Támesis. Más tarde, Cato es secuestrado y hecho prisionero, y hay varios actos de violencia criminal en el libro.
El arte visual es un tema importante en la novela. Henry se gana la vida enseñando historia del arte y se supone que está escribiendo un libro sobre Max Beckmann . Henry admira la "gran confianza en sí mismo, ese egoísmo feliz y autoritario" de Beckmann.: 5  La pintura Acrobat on Trapeze de Beckmann de 1940 se utilizó para la portada de la primera edición en inglés de Henry and Cato . Parte de la herencia de Henry es un tapiz flamenco del siglo XVII en la biblioteca de Laxlinden Hall. Representa a la diosa Atenea agarrando a Aquiles por el cabello. El tapiz se retira en preparación para ser vendido cuando Henry planea deshacerse de su herencia, y se reemplaza al final después de que cambia de opinión.
La Alegoría de la caverna de Platón proporciona la metáfora central de la novela para la visión y el cambio moral. Según Peter J. Conradi, Henry quiere renunciar al mundo y vivir bajo el sol, mientras que Cato, habiendo perdido la fe, intenta volver a la cueva.: 279  La conversión repentina de Cato se describe en términos platónicos, ya que siente "como si no solo hubiera salido de la cueva, sino que estuviera mirando al Sol y descubriendo que era fácil de mirar".: 29  Suguna Ramanathan, en su estudio de la ficción de Murdoch, observa que esta descripción apunta a una falta de autenticidad en su conversión. En el relato de Platón, el Bien, del cual el sol es un símbolo, es doloroso de contemplar a menos que uno se haya preparado con un esfuerzo largo y serio. "En este caso, o no es el sol, o Catón lo mira a través del cristal protector de su naturaleza romántica".: 47 

## Importancia literaria y recepción
Henry and Cato fue la decimoctava novela de Iris Murdoch, y varios críticos abordaron posibles objeciones derivadas de su prolífica producción y continuidad de temas. La reseña del Washington Post comparó con aprobación su "forma de escribir y trabajar esencialmente del siglo XIX" con la de Anthony Trollope, y llamó a Henry y Cato "otra estrella de su firmamento literario". En The New York Times, Anatole Broyard respondió a la sugerencia de que Iris Murdoch "escribe demasiadas novelas y todas son iguales" diciendo que "habiendo dominado su forma y estilo particulares", Iris Murdoch debería seguir trabajando en la misma línea mientras le convenga. Lorna Sage comentó que la producción grande y regular de Murdoch demostró su "don para hacer que la variedad de tramas y personajes posibles parezca inagotable".
La respuesta crítica fue en general favorable. Joyce Carol Oates llamó a Henry y Cato "la mejor novela de Murdoch hasta la fecha y seguramente uno de los principales logros de la ficción en los últimos años". Debido a que los personajes y la trama son convincentes, las ideas y los temas están "incorporados en la narrativa" de manera realista, lo que no siempre es el caso en las novelas de Murdoch, según Oates. Broyard descubrió que "casi todos los personajes principales ... resultan exitosos", mientras que Sage toma nota particular del personaje secundario Lucius Lamb como una "creación terriblemente simpática y divertida". La revisión del Times destacó a los personajes femeninos fuertes para mencionarlos. Personajes supuestamente secundarios, Gerda, Stephanie y Colette "imprimen su voluntad en los dos hombres".
Las críticas contemporáneas menos positivas también comentaron sobre los personajes. Escribiendo en The Globe and Mail, Margaret Laurence reconoció la "habilidad narrativa" y la "inteligencia" mostradas en Henry y Cato, pero encontró a los personajes poco realistas y, con demasiada frecuencia, meros representantes de las opiniones del autor. William H. Pritchard en The New York Times encontró la trama entretenida pero poco convincente y "psicológicamente menos interesante de lo que uno podría desear". Por otro lado, calificó sus pasajes descriptivos como "verdaderamente entretenidos y permanentemente valiosos" y el libro en su conjunto como "una obra atractiva y llamativa".
Peter Conradi describe a Henry y Cato como una "mezcla extraordinaria y lograda de comedia ridícula y melodrama".: 279  Su discusión de la novela toma la duplicidad como el tema principal, y más específicamente el "quiasmo", en el que las historias de los dos hombres se cruzan y se reflejan cada vez más. En su estudio de la obra de Murdoch, Hilda Spear incluye a Henry y Cato como la última de un grupo de cuatro novelas, comenzando con El príncipe negro, en un capítulo llamado Metáforas de la vida . El título del capítulo apunta al hecho de que cada una de las novelas está escrita en un estilo narrativo "conscientemente deliberado", en el que se recuerda al lector que "se está contando una historia". En esta novela, esto se logra mediante la narración doble en tercera persona y el quiasmo señalado por Conradi, en el que "lo abiertamente bueno" (es decir, Cato el sacerdote) "se mueve hacia el mal y lo aparentemente malo" (es decir, Henry el iconoclasta) "se esfuerza por hacer el bien". Sin embargo, este estilo narrativo no impide que el lector se absorba en la trama, y Spear sugiere que Henry and Cato se encuentra entre las novelas más accesibles de Murdoch.: 74–75 
En Iris Murdoch: Figures of Good, Suguna Ramanathan sostiene que la bondad es "la preocupación central de las novelas posteriores". Brendan Craddock, amigo y compañero sacerdote de Cato, es un personaje aparentemente menor que representa "una buena figura claramente definida".: 1–2  Algunos críticos han sugerido que Murdoch se basó demasiado en personajes como portavoces de sus propias ideas Por el contrario, Ramanathan sostiene que el personaje de Brendan es la "estructura profunda sobre la que descansa la novela".: 1  Su papel no es solo dar consejos espirituales y sugerencias que Cato no puede aceptar, sino que mediante su propio comportamiento como sacerdote proporciona un contraste con las acciones impulsadas por el ego de Cato.: 43 